# Saotis mellipes
Saotis mellipes är en stekelart som först beskrevs av Léon Abel Provancher 1874.  Saotis mellipes ingår i släktet Saotis och familjen brokparasitsteklar. Inga underarter finns listade i Catalogue of Life.